# Vandrealbatros
Vandrealbatros (Diomedea exulans) er en stormfugl, der lever på den sydlige halvkugle.